# 克里斯托爾山 (阿肯色州)
克里斯托爾山（英語：Crystal Hill）是位於美國阿肯色州普拉斯基縣的一個非建制地區。該地的面積和人口皆未知。

## 地理
克里斯托爾山的座標為34°48′53″N 92°19′16″W / 34.81472°N 92.32111°W，而該地的平均海拔高度為84米（即276英尺）。